# Hospital de San José y San Raimundo de Linares
El Hospital de San José y San Raimundo de Linares, también conocido como Hospital de los Marqueses de Linares, es una construcción de estilo neogótico situado en la ciudad de Linares (Jaén), y construido durante los años 1904 y 1917.

## Historia
Fue fundado por disposición testamentaria por José de Murga y Reolid y Raimunda de Osorio y Ortega, I marqueses de Linares y I vizcondes de Llanteno, siendo concebido en un primer momento como Hospital, Asilo y Casa Cuna para pobres. El proyecto fue encargado a los arquitectos Francisco de Paula Casado y Gómez y Arturo de Navascués y Ligués. El Hospital cuenta con una cripta bajo la capilla donde se encuentra situado un mausoleo de mármol y bronce, obra del escultor Lorenzo Coullaut Valera, que acoge los restos mortales de los marqueses de Linares, trasladados en mayo de 1918 desde el Cementerio de la Sacramental de San Justo de Madrid. En dicha cripta podemos encontrar obras como la de San Raimundo de Fitero realizada en madera policromada.
Este Hospital también es conocido porque en él murió el torero "Manolete", tras haber sido cogido en la corrida celebrada en Linares el 28 de agosto de 1947.
El Hospital estuvo en funcionamiento hasta mediados de la década de 1980.

## Uso actual
Actualmente, tras un periodo de abandono y arduos trabajos de restauración, alberga un centro de salud, una residencia de ancianos y un museo. En la antigua capilla (hoy en día desacralizada) a veces se realizan diferentes eventos, como bodas civiles, congresos, presentaciones de libros, etc. La antigua capilla y cripta fueron rehabilitados y actualmente existe un museo que permite visitar ambas salas y hay expuestos instrumental quirúrgico y médico de principios de siglo XX, así como la camilla en la que fue trasladado el torero "Manolete" desde la plaza de toros.

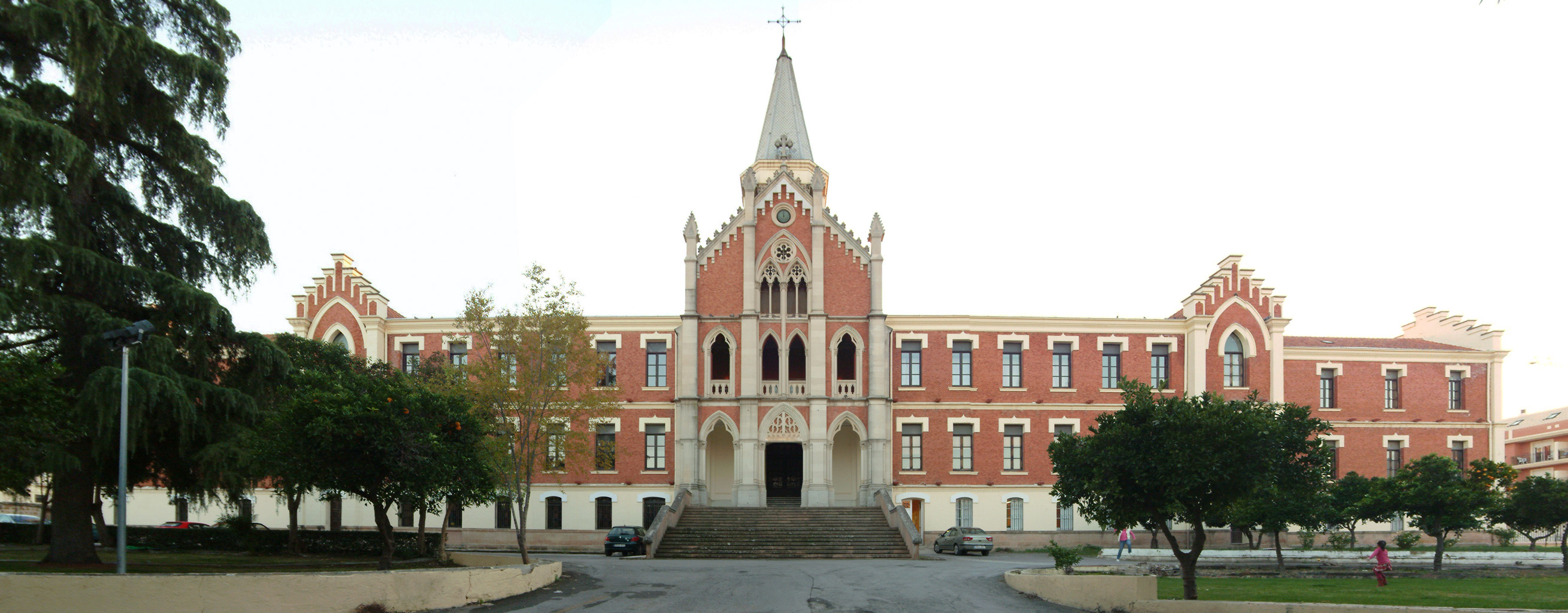
Fachada principal del Hospital de los Marqueses de Linares.